# Osmia sanrafaelae
Osmia sanrafaelae är en biart som beskrevs av Parker 1985. Osmia sanrafaelae ingår i släktet murarbin, och familjen buksamlarbin. Inga underarter finns listade i Catalogue of Life.